# Jean-Baptiste Delecloy
Jean-Baptiste Joseph Delecloy, né le 9 avril 1747 à Lucheux (Somme), mort le 31 décembre 1807 à Amiens (Somme), est un homme politique de la Révolution française, du Consulat et du Premier Empire.

## Biographie
En septembre 1792, Delecloy, alors juge de paix à Doullens, est élu député du département de la Somme, le douzième sur treize.
Il siège sur les bancs de la Plaine mais il affiche des proximités avec la Gironde. Lors du procès de Louis XVI, il vote la mort jusqu'à la paix ou l'affermissement de la Constitution, et se prononce contre l'appel au peuple mais en faveur du sursis à l'exécution de la peine. En avril 1793, il est absent lors du scrutin sur la mise en accusation de Jean-Paul Marat. En mai de la même année, il vote en faveur du rétablissement de la Commission des Douze. Après les journées du 31 mai et du 2 juin, Delecloy et huit de ses collègues députés de la Somme émettent une protestation contre l'insurrection et l'arrestation des députés girondins. 
Après la chute de Robespierre, Delecloy adhère à la réaction thermidorienne. Il siège au Comité de Sûreté générale entre ventôse (mars 1795) et prairial an III (juin). 
Il entre au Conseil des Cinq-Cents le 4 brumaire an IV puis passe au Conseil des Anciens le 24 germinal an VI. Favorable au coup d'État du 18 Brumaire, il siège au corps législatif de 1800 à 1804.

## Sources
1. ↑  Lataste, Lodoïs (1842-1923), « Archives parlementaires de 1787 à 1860, Première série, tome 52 » , sur gallica.bnf.fr, 1897-1913 (consulté le 11 juillet 2024).
2. ↑  Lataste, Lodoïs (1842-1923), « Archives parlementaires de 1787 à 1860, Première série, tome 57 » , sur gallica.bnf.fr, 1897-1913 (consulté le 11 juillet 2024).
3. ↑  Froullé, Jacques-François (≈1734-1794), « Liste comparative des cinq appels nominaux. Faits dans les séances des 15, 16, 17, 18 et 19 janvier 1793, sur le procès et le jugement de Louis XVI [...] » , sur gallica.bnf.fr, 11 juillet 2024.
4. ↑  Lataste, Lodoïs (1842-1923), « Archives parlementaires de 1787 à 1860, Première série, tome 62 » , sur gallica.bnf.fr, 1897-1913 (consulté le 11 juillet 2024).
5. ↑  Lataste, Lodoïs (1842-1923), « Archives parlementaires de 1787 à 1860, Première série, tome 65 » , sur gallica.bnf.fr, 1897-1913 (consulté le 11 juillet 2024).
6. ↑  Lataste, Lodoïs (1842-1923), « Archives parlementaires de 1787 à 1860, Première série, tome 66 » , sur gallica.bnf.fr, 1897-1913 (consulté le 11 juillet 2024).
7. ↑  Archives départementales du Calvados, « Journal de Perlet n°894 » , sur archives.calvados.fr, 7 mars 1795 (consulté le 11 juillet 2024).
8. ↑  Archives départementales du Calvados, « Le Journal de Perlet n°983 » , sur archives.calvados.fr, 5 juin 1795 (consulté le 11 juillet 2024).

- « Jean-Baptiste Delecloy », dans Adolphe Robert et Gaston Cougny, Dictionnaire des parlementaires français, Edgar Bourloton, 1889-1891 [détail de l’édition]